# Leptusa elegans
Leptusa elegans är en skalbaggsart som beskrevs av Willis Blatchley 1910. Leptusa elegans ingår i släktet Leptusa och familjen kortvingar. Inga underarter finns listade i Catalogue of Life.